# Archaïsche Homo sapiens

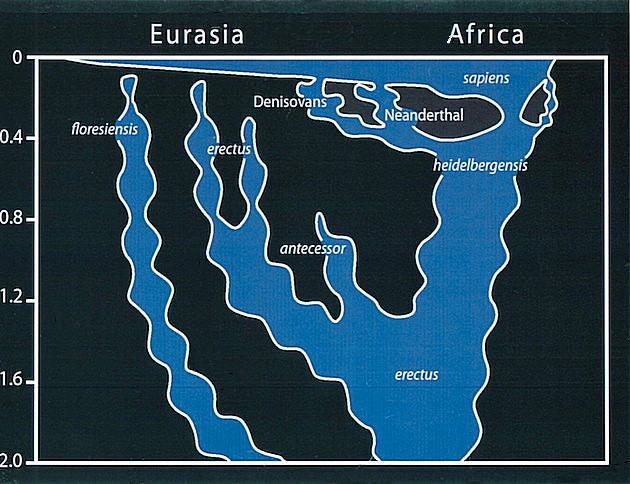
Homo familieboom die de genetische ontwikkeling en regionale spreiding in kaart brengt.

Archaïsche Homo sapiens of Homo sapiens archaicus is een verzamelnaam voor een aantal variëteiten van het geslacht Homo in de periode vanaf 500.000 jaar geleden, met uitsluiting van de vroege moderne mens zelf, die omstreeks 200.000 jaar geleden is ontstaan. Dit kunnen de rechtstreekse voorouders zijn van de moderne mens zoals Homo heidelbergensis, maar ook andere menssoorten zoals de neanderthalers en denisovamens, die tegelijk met de moderne mens hebben geleefd (tot ongeveer 28.000 jaar geleden). DNA bij de moderne mens afkomstig van vermenging door seksuele contacten met archaïsche menssoorten wordt als archaïsch DNA bestempeld. Archaïsche Homo sapiens hoeft geenszins primitief of minder ontwikkeld te betekenen. De neanderthalers en denisovamens hadden hun eigen evolutie en hadden een even groot hersenvolume als de moderne mens.
De term wordt meestal gebruikt voor Homo helmei, Homo heidelbergensis (inclusief Homo rhodesiensis), Homo neanderthalensis en soms Homo antecessor. Ook de zogenaamde denisovamens wordt er wel toe gerekend. Uit DNA-onderzoek bij mensen van recente Afrikaanse afkomst, zijn sporen ontdekt afkomstig van vermenging met een archaïsche Afrikaanse menssoort die maximaal 30.000 jaar geleden moet hebben plaatsgevonden. Daarnaast is een afwijkend mannelijke Y-chromosoom ontdekt in mannen afkomstig van een streek in West-Kameroen, waarvan de gemeenschappelijke voorganger met de andere Y-chromosomen 275.000 jaar geleden is. Het vermoeden is dat deze chromosoom afkomstig is van een ondertussen uitgestorven archaïsche Afrikaanse menssoort.

## Evolutiemodellen menssoorten
Tot enkele tienduizenden jaren geleden leefden de verschillende menssoorten naast elkaar en/of waren geografisch geïsoleerd. Er zijn drie verschillende modellen voor de parallelle ontwikkelingen van de verschillende archaïsche menssoorten:
- Verdringing/uitsterven: Alle takken van de familieboom ontwikkelen los van elkaar en hebben geen genetische uitwisseling. Alle andere takken aan de familieboom, behalve de moderne mens sterven uit.
- Assimilatie: Alle mensoorten hebben beperkte genetische uitwisseling met elkaar en hebben grote regionale verschillen/ontwikkelingen. Een multiregionale evolutie. Wel is er eenrichtingsverkeer: de Afrikaanse menssoorten geven genen door aan niet Afrikaanse mensen (migratie en/of vermenging) maar omgekeerd komen er geen genen buiten Afrika terug naar Afrika.
- Hybridisatie: Diverse archaïsche menssoorten sterven uit maar sommige van die genen worden doorgegeven aan de vroege  moderne mens tijdens de migratie uit Afrika.[3]

In alle modellen wordt ervan uitgegaan van een multiregionale evolutie op basis van assimilatie in Afrika. DNA-studies wijzen het meest in de richting van het hybridisatie met de evolutie grotendeels los van elkaar maar met incidentele kruisingen. De hoofdstroom is wel het verdringingsmodel en de migratie uit Afrika van de vroege moderne mens. In Afrika is er de grootste genetische diversiteit in overeenstemming met de out-of-Afrika-migratiehypothese. Uit DNA-studies is volgens sommige diversiteitsberekeningen de moderne mens afkomstig van een zeer kleine groep mensen, van naar schatting honderden mensen, ongeveer 200.000 jaar geleden in Afrika. Uit onderzoek van mitochondriaal DNA, dat enkel in de moederlijn geërfd wordt, zou de gemeenschappelijk voorouder van alle menselijke mitochondria ook ongeveer 200.000 jaar geleden geleefd hebben. De grote bevolkingskrimp werd veroorzaakt door klimaatveranderingen in Afrika (de Marine Isotope Stage 6-ijstijd van tussen de 195 duizend en 123 duizend jaar geleden), waardoor onze voorouders grote moeite hadden om te overleven en de genetische diversiteit zeer beperkt was. (Wel is er door de moeilijke omstandigheden een strenge selectie geweest.) Volgens sommige wetenschappers overleefden een paar stammen van archaïsche pre-moderne mensen aan de kust van Zuid-Afrika, door de betrouwbare en gevarieerde voedselbronnen in deze kuststreek (vindplaats: grot PP13B). De latere expansie van deze overlevers, migratie uit Afrika en de kruisingen met diverse archaïsche menssoorten in Afrika, Europa en Azië levert een complex beeld van onze oorsprong. Temeer dat waarschijnlijk nog vele archaïsche menssoorten ontdekt zullen worden.
Homo sapiens wordt verondersteld te zijn geëvolueerd uit de vroegere Homo heidelbergensis, die op zijn beurt is ontstaan uit Homo erectus. De evolutie van de mens is een continu proces en een grens trekken is hierdoor arbitrair, maar de meeste wetenschappers plaatsen de begintijd van de moderne mens op 200.000 jaar geleden, gezien de DNA-onderzoeken en het voor het eerst verschijnen gesofisticeerde steenbewerkingstechnologieën zoals de hittebehandeling van silcrete (164.000 jaar geleden) en microliet-technologie om zeer fijne steenwerktuigen te maken. Vóór de archeologische vondsten in Zuid-Afrika, waren de eerste vondsten van de hittebehandeling van stenen voor bewerking van 20.000 jaar geleden in Europa.
Archaïsche Homo sapiens hadden een herseninhoud van gemiddeld 1200 tot 1400 kubieke centimeter, overeenkomende met die van de moderne mens. Ze waren globaal gezien robuuster gebouwd, hadden nauwelijks een kin en prominente wenkbrauwen.

### Archaïsche genen
Gemiddeld is bij niet-Afrikaanse mensen 1 tot 4 % van de genen van neanderthaleroorsprong. Bij de Australische Aborigines, Polynesiërs, Melanesiërs en verwante Oost-Aziatische bevolkingsgroepen is er gemiddeld 1 tot 6 % van de genen van Denisovamenselijke oorsprong. Er zijn bepaalde archaïsche genen die vaker voorkomen, omdat deze door natuurlijke selectie bevoordeeld worden. Zo hebben 10 % van de Euraziatische en Oceanische mensen een neanderthalersvariant van het STAT2-gen. In Melanesië komt deze variant 10 keer meer voor. Dit kan alleen doordat dit een evolutionair voordeel bood. Varianten van gen EPAS1, die het lichaam aanpassen voor het leven op grote hoogte, zijn afkomstig van Denisovamensachtige voorouder. Bij Tibetanen komt deze variant veelvuldig voor. Per individu komen archaïsche genen weinig voor. Echter, uit het genetisch profiel van grote groepen mensen hebben wetenschappers van 35 % tot 70 % van de neanderthalergenen kunnen terugvinden.
Onderzoek in Afrika uit 2011 onder de jager-verzamelaars Biaka en San en de landbouwende Mandinka toonden een aandeel van rond 2% archaïsch DNA, dat zich omstreeks 35.000 jaar geleden ingevoegd heeft, afkomstig van een bevolking die zich rond 700.000 jaar geleden van de voorouders van de moderne mens afgescheiden had. Ook een andere studie uit 2012 onder pygmeeën in Kameroen en de Hadza en Sandawe in Tanzania toonde de aanwezigheid van archaïsch DNA, waarbij de vermenging waarschijnlijk ten minste 40.000 jaar geleden plaatsvond. Uit een onderzoek gepubliceerd in februari 2020, wordt verondersteld dat een miljoen jaar geleden een archaïsche Homo-species zich splitste van de mensenstamboom en omstreeks 50 duizend jaar geleden contact hadden met de Afrikaanse Homo sapiens. Er zijn fossielen gevonden van circa 35 duizend jaar geleden die een combinatie van eigenschappen hebben van zowel de moderne mens als archaïsche eigenschappen, terwijl er al fossielen van moderne mensen te vinden zijn van 200.000 jaar geleden. Er wordt verondersteld dat de fossielen van een nog onbekende archaïsche mensensoort zijn die gelijktijdig met de moderne mens leefde. Door het tropisch klimaat is het nog niet gelukt om DNA te onttrekken uit deze fossielen om dit te bevestigen.
Het in de Denisovagrot in Siberië gevonden fossiel Denisova 11 is van een meisje van 50.000 jaar geleden dat een neanderthaler als moeder had en een denisova-mens als vader. Dit is een rechtstreeks bewijs dat er seks tussen verschillende menssoorten voorkwam.

## ArchaïscheHomo sapiensin Amerika?
De datering van stenen voorwerpen die gebruikt werden bij de slachting van een mastodont van 130.000 jaar geleden doen vermoeden dat mogelijk archaïsche Homo sapiens aanwezig waren in Amerika. Vermits er geen mensenbeenderen zijn gevonden, kan niet vastgesteld worden welke mensensoort het betrof. Klimatologisch gezien zou het kunnen kloppen: 130 duizend jaar geleden was er een koude periode waardoor mensen de Beringstraat konden oversteken.
Deze theorie is later bekritiseerd door enkele onderzoekers. Het bleek dat de vermeende sporen op de botten van de mastodont waarschijnlijk door bulldozers veroorzaakt waren, die begin jaren 90 begonnen waren met de bouw van een snelweg.

## Floresmens
Voor de Floresmens is nog veel discussie over wanneer deze menssoort zich afsplitste van de mensvoorouders in directe lijn. Het is voorlopig nog niet gelukt om het DNA-profiel te bepalen, waardoor voorlopig uitgegaan moet worden van de uiterlijke kenmerken in beenderen om de afstamming te bepalen. De meeste wetenschappers schatten in dat de gemeenschappelijke voorouder meer dan 500.000 jaar geleden is geweest. Het wordt daarom niet als een archaïsche Homo sapiens beschouwd, maar een verre verwant. Bovendien heeft de Floresmens door de langdurige geïsoleerde ontwikkeling geen rol gehad in de evolutie van andere archaïsche mensensoorten en de moderne mens.

## Luzonmens
Op het eiland Luzon zijn mensenbeenderen gevonden van 67.000 jaar en 50.000 jaar oud. Ze verschillen te veel van de moderne mens en hebben primitieve kenmerken maar zijn wel verschillend van de Floresmens. De afkomst is nog niet bepaald; of het komt van Homo erectus of van Australopithecus afarensis. Zowel bij de Floresmens als bij de Luzonmens tonen de voet- en handbotten gelijkenissen met die van de Australopithecus. Bij deze laatste hypothese moet men ervan uitgaan dat de Australopithecus ook buiten Afrika voorkwam en dat ze ook zeewater in beperkte mate konden oversteken en door een storm verzeild geraakten op het eiland. Deze hypothese is wel controversieel.

## Naledimens
In Zuid-Afrika leefde de Homo naledi op hetzelfde tijdstip en dezelfde plaats als de moderne mens of diens directe voorouder. Omwille van de zeer kleine herseninhoud en andere eigenschappen, die bij voorouders van twee à drie miljoen jaar geleden voorkomen, wordt deze mensensoort voorlopig niet als een archaïsche Homo sapiens maar als een verre verwant van Homo sapiens beschouwd.

## Homo erectus

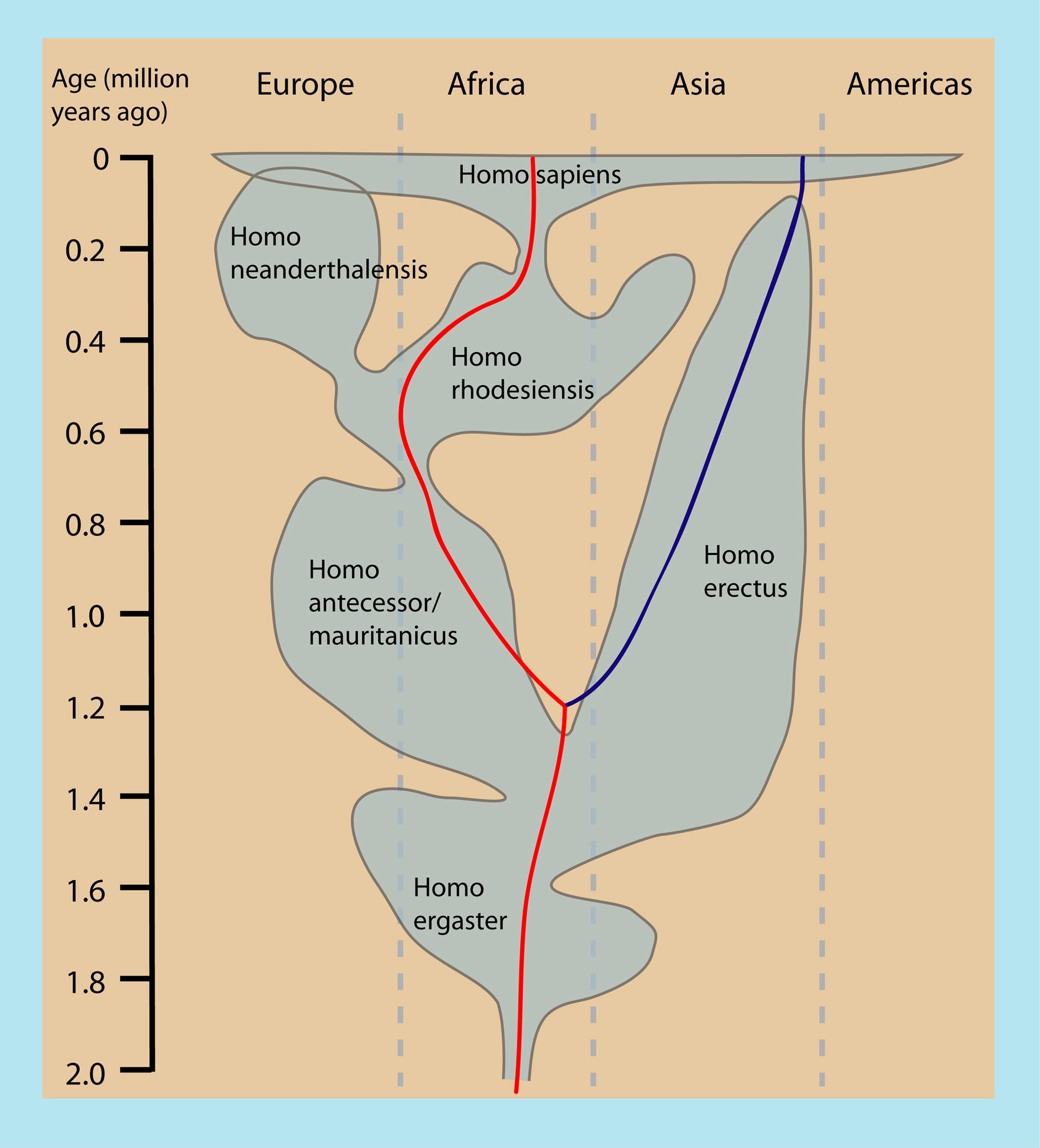
Familieboom met de Homo erectus-lijn

Deze vroegere voorouder (vanaf 1.800.000 geleden) is vanuit Afrika ook naar Azië gemigreerd (Javamens). In Azië is de Homo erectus later uitgestorven. Volgens het laatste dateringsonderzoek zou Homo erectus minstens 143.000 jaar geleden voor de komst van de moderne mens en zijn archaïsche voorgangers zijn uitgestorven. Homo erectus wordt niet tot de archaïsche Homo sapiens-familie gerekend, maar als een voorouder ervan. Deze menssoort wordt hier besproken omdat deze menssoort later dan 500.000 jaar geleden heeft bestaan.

## Belangrijkste vindplaatsenarchaïsche Homo sapiens

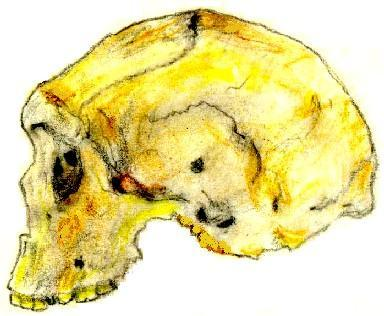
Schedel van de Homo rhodesiensis. Ook bekend onder de naam Kabwe Skull

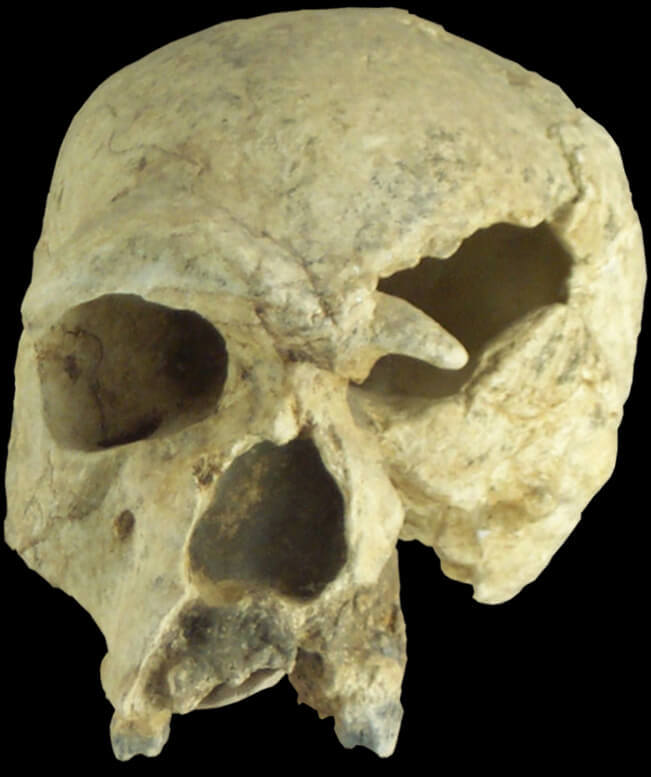
Schedel van de steinheim-mens

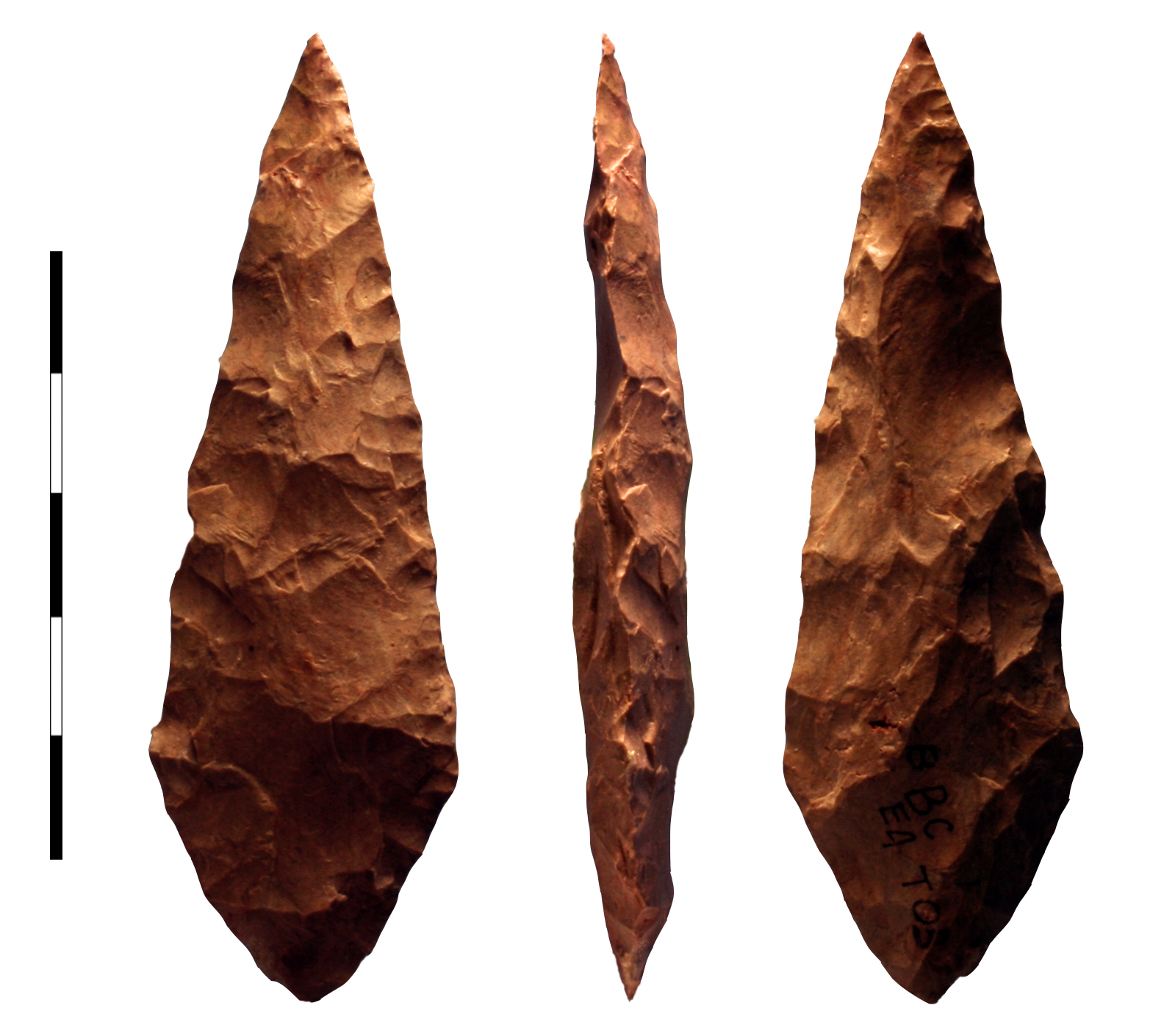
Blombos Grot (Zuid-Afrika) puntscherven

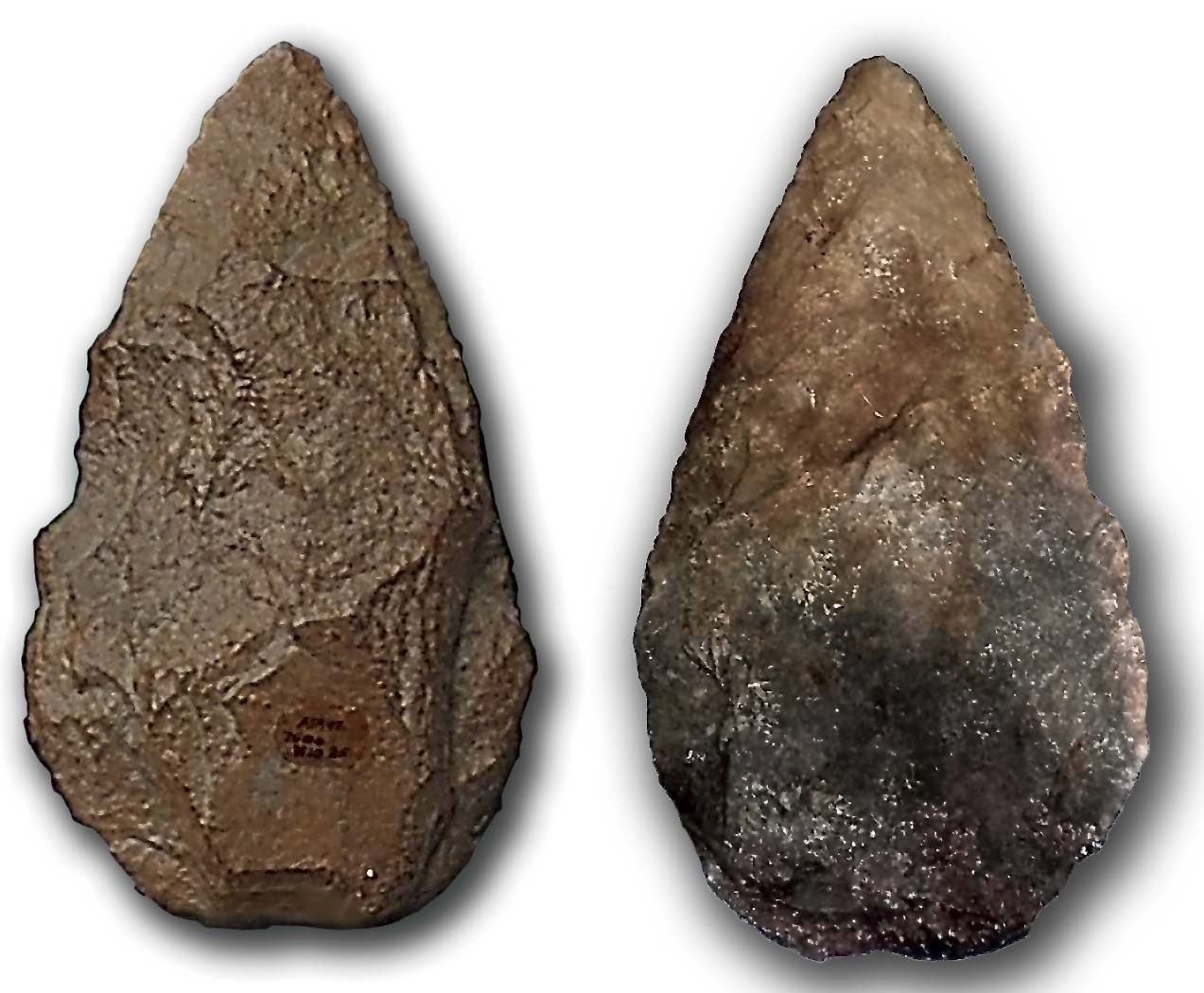
Biface gevonden in Atapuerca (Spanje) (TG10)

| Belangrijke locaties vroege archaïsche Homo sapiens | Belangrijke locaties vroege archaïsche Homo sapiens | Belangrijke locaties vroege archaïsche Homo sapiens | Belangrijke locaties vroege archaïsche Homo sapiens | Belangrijke locaties vroege archaïsche Homo sapiens |
| Regio                                               | Locatie                                             | Jaren geleden                                       | Schedelcapaciteit in cm³                            | Homo                                                |
| --------------------------------------------------- | --------------------------------------------------- | --------------------------------------------------- | --------------------------------------------------- | --------------------------------------------------- |
| Afrika                                              | Lake Ndutu (bij Olduvai Gorge)                      | 400.000?                                            | 1100                                                | Homo heidelbergensis                                |
|                                                     | Florisbad, Zuid-Afrika                              | 260.000                                             | 1400                                                | Homo helmei                                         |
|                                                     | Singa, Zuid-Soedan                                  | 190-105.000 of 125-90.000                           | 1400                                                | Homo helmei                                         |
|                                                     | Middle Awas, Ethiopië                               | 160-154.000                                         | 1450                                                | Homo sapiens idaltu                                 |
|                                                     | Broken Hill (Kabwe), Zambia                         | 130.000+                                            | 1285                                                | Homo heidelbergensis (Rhodesiëmens)                 |
| China                                               | Dali, Shaanxi Provincie                             | 230-180.000                                         | 1120-1200                                           | Dali-mens (Denisovamens?)                           |
|                                                     | Jinniushan, Liaoning Provincie                      | 200.000                                             | 1260                                                | Jinniushan-mens (Denisovamens?)                     |
|                                                     | Baishiya Karstgrot in Xiahe                         | 160.000                                             |                                                     | Xiahe-onderkaak (Denisovamens)                      |
| India                                               | Narmada Vallei, Centraal India                      | 250.000?                                            | 1155-1421                                           | Narmada-mens                                        |
| Europa                                              | Terra Amata, Frankrijk                              | 400.000                                             | -----                                               | Homo heidelbergensis                                |
|                                                     | Arago-grot, Frankrijk                               | 400-300.000?                                        | 1150                                                | Homo heidelbergensis (Tautavel-mens)                |
|                                                     | Bilzingsleben, Duitsland                            | 425-200.000                                         | ----                                                | Homo heidelbergensis                                |
|                                                     | Atapuerca, Spanje                                   | 320-190.000                                         | 1125-1390                                           | Homo antecessor                                     |
|                                                     | Petralona Grot, Griekenland                         | 300-200.000?                                        | 1190-1220                                           | Homo heidelbergensis                                |
|                                                     | Steinheim, Duitsland                                | 300-250.000?                                        | 1100                                                | Homo heidelbergensis (Steinheim-mens)               |
|                                                     | Swanscombe, Engeland                                | 300-250.000?                                        | 1325?                                               | Homo heidelbergensis (Swanscombe-schedel)           |
|                                                     | Ehringsdorf, Duitsland                              | 245-190.000                                         | 1450                                                | Homo heidelbergensis                                |
|                                                     | Vértesszöllös, Hongarije                            | 210-160.000?                                        | 1115-1434                                           | Homo heidelbergensis                                |

| Voorlopers en oude verwanten van de mens | Voorlopers en oude verwanten van de mens | Voorlopers en oude verwanten van de mens |
| Fossiel voorkomen                        | Geslacht                                 | Soorten |
| ---------------------------------------- | ---------------------------------------- | --- |
| 7 - 4,4 Ma                               | Sahelanthropus                           | Sahelanthropus tchadensis |
| 7 - 4,4 Ma                               | Orrorin                                  | Orrorin tugenensis |
| 7 - 4,4 Ma                               | Ardipithecus                             | Ardipithecus ramidus · Ardipithecus kadabba |
| 4,3 - 2 Ma                               | Australopithecus                         | A. anamensis · A. afarensis · A. bahrelghazali · A. africanus · A. garhi · A. sediba |
| 3,5 Ma                                   | Kenyanthropus                            | Kenyanthropus platyops |
| 2,5 - 1 Ma                               | Paranthropus                             | P. aethiopicus · P. boisei · P. robustus |
| tot heden                                | Homo                                     | H. antecessor · H. cepranensis · H. denisova · Homo erectus (Javamens · Pekingmens) · H. ergaster · H. floresiensis · H. gautengensis · H. georgicus · H. habilis · H. heidelbergensis · H. helmei · H. neanderthalensis · H. rhodesiensis · H. rudolfensis · Homo sapiens (H. s. idaltu · Cro-magnonmens · Red Deer Cave-mensen) |